# National Trust for Scotland
Der National Trust for Scotland (eigentlich The National Trust for Scotland for Places of Historic Interest or Natural Beauty, kurz: NTS; schottisch-gälisch: Urras Nàiseanta na h-Alba) ist eine private, gemeinnützige Stiftung zur Erhaltung und Pflege von Kultur- und Naturdenkmälern in Schottland. Sie ist das schottische Gegenstück zum National Trust, der gleichartige Objekte in England, Wales und Nordirland betreut.

## Geschichte
Der National Trust for Scotland wurde 1931 in Glasgow gegründet. Sir John Stirling Maxwell traf sich 1930 mit einigen Bekannten, mit denen er in der Vergangenheit gemeinsam in der Association for the Protection of Rural Scotland (APRS) engagiert war. Enttäuscht über die fehlende Einbindung Schottlands in die Aktivitäten des 1895 gegründeten National Trusts, beschlossen die Versammelten, eine eigene Organisation für diese Belange in Schottland zu gründen. Der APRS leistete Starthilfe, indem er Personal und Büroräume zur Verfügung stellte. Schon im November 1930 gab es einen Vorstand unter der Führung des 8. Dukes of Atholl, aber die offizielle Eintragung ins Vereinsregister erfolgte erst am 1. Mai 1931. John Stirling-Maxwell fungierte als erster Vizepräsident der neuen Organisation und schenkte ihr mit Crookston Castle die erste Liegenschaft. Schnell kamen in den folgenden Jahren weitere Objekte hinzu, darunter ein Burg genannter Küstenstreifen auf der Isle of Mull und der Royal Burgh of Culross (beide 1932), ein Abschnitt des Antoninuswalls (1934), die Ruine des Zisterzienserklosters Balmerino in Fife, Landbesitz im Tal von Glen Coe (1935 und 1936) sowie das Schlachtfeld von Bannockburn. Die Mitgliederzahlen und Anzahl der vom NTS betreuten Objekte stieg über die Jahre kontinuierlich an.
Eine schwere Finanzkrise im Jahr 2009 zwang die Stiftung dazu, Angestellte zu entlassen und ihren prestigeträchtigen, unter Denkmalschutz stehenden Hauptsitz am Charlotte Square in Edinburgh zu verkaufen. Die Organisation gab daraufhin ein Gutachten in Auftrag, als dessen Ergebnis unter anderem Umstrukturierungen in der Führungsetage und der Verwaltung vorgenommen und erstmals in der Geschichte des NTS ein komplettes und zentrales Verzeichnis all seiner Besitztümer erstellt wurde.

## Organisation
Das höchste Gremium des NTS ist ein 13-köpfiges Kuratorium, an dessen Spitze ein Vorsitzender und sein Stellvertreter stehen. Die Stiftung beschäftigt über 1200 Angestellte, von denen 540 in Vollzeit arbeiten (Stand: Februar 2015). Sie verteilen sich auf verschiedene Abteilungen der Organisationen, darunter Verwaltung, Finanzen, Marketing oder Konservierung und Bauunterhaltung. An deren Spitze steht ein geschäftsführender Generaldirektor (englisch Chief Executive). Bei ihrer Arbeit orientiert sich die Organisation an der Charta von Venedig und der Burra Charta des australischen Nationalkomitees von ICOMOS. Neben Unterhalt, Pflege und Restaurierung der betreuten Liegenschaften, die zum Teil mit dem eigenen Mitarbeiterstab bestritten werden, widmet sich der NTS auch Erziehungs- und Weiterbildungsthemen. Seine Mitarbeiter werden dabei in großem Maße von rund 4000 Freiwilligen jeden Alters unterstützt (Stand: Februar 2015). Sie engagieren sich ehrenamtlich für die Stiftung und fungieren oft als Aufsichtspersonal in den vom NTS betreuten Schlössern, Herrenhäusern und Museen. Dabei geben sie interessierten Besuchern aber auch sachkundige Erläuterungen zu Exponaten, Ausstattung oder Geschichte des Objekts. Diese volunteers genannten, ehrenamtlichen Mitarbeiter werden aber zum Beispiel auch als Helfer bei der Instandsetzung und Pflege von Parks, Gärten oder Naturlandschaften sowie bei archäologischen Ausgrabungen eingesetzt.
Der NTS erhält keine staatlichen Zuschüsse und finanziert sich ausschließlich durch Mitgliedsbeiträge, Eintrittsgelder, Erlösen aus Vermietungen, Einnahmen aus den Museumsläden und Souvenirshops sowie aus Spenden. Letztere betrugen im Jahr 2022 2,9 Millionen Pfund, während die Mitgliedsbeiträge in jenem Jahr eine Summe von mehr 17,9 Millionen Pfund ausmachten. Insgesamt betrugen die Einnahmen der Stiftung im Jahr 2022 über 48,7 Millionen Pfund. Darunter neben Förderungen auch Erbschaften in Höhe von mehr als fünf Millionen Pfund.
Die Stiftung besitzt mit der National Trust for Scotland Foundation USA und der Canadian National Trust for Scotland Foundation zwei unabhängige Schwesterorganisationen in den USA und in Kanada.

## Liegenschaften
Der Organisation gehören 129 Liegenschaften (Stand: 2016), die mit insgesamt 76.000 Hektar Landbesitz verbunden sind. Damit ist der NTS einer der größten nichtstaatlichen Landeigentümer Schottlands. Die Organisation besitzt aber nicht nur Gebäude wie Burgen, Schlösser, Herrenhäuser, Mühlen und Cottages, sondern auch Gärten und Parks, Naturreservate, Landschaftsbereiche mit Mooren und Wasserfällen und große Teile der schottischen Atlantikküste, darunter St. Kilda, eine als UNESCO-Welterbe geschützte Inselgruppe der Äußeren Hebriden. Zu den Besitzungen des Trusts gehören auch Orte von historischem Interesse wie das Schlachtfeld von Culloden, Museen und umfangreiche Kunstsammlungen. 2014 zählten die Objekte der Organisation insgesamt rund 2.480.000 Besucher. Allerdings arbeiten nur 56 Prozent aller Objekte kostendeckend. Dabei sind die Eintrittspreise im Vergleich zum europäischen Festland hoch: Je nach Bedeutung und Größe der Sehenswürdigkeit liegen sie für Erwachsene zwischen 7 und 15,5 Pfund.
Zu den 70 vom NTS betreuten Gärten und Parks gehören unter anderem der botanische Garten Inverewe Garden, Pitmedden Garden und Crarae Garden. Für die Pflege und Instandhaltung der insgesamt 283 Hektar großen Flächen sorgen über 100 angestellte Vollzeitgärtner.
Das Vorzeigeobjekt unter den NTS-Liegenschaften ist Culzean Castle. Mit über 330.000 Besuchern pro Jahr (Stand: 2019) ist es nach dem Glenfinnan Monument in den Highlands und vor dem Robert Burns Birthplace Museum in Alloway zugleich der zweitgrößte Publikumsmagnet der Stiftung. Weitere wichtige Burgen der Organisation sind Drum Castle, Castle Fraser und Fyvie Castle.

Liegenschaften des NTS
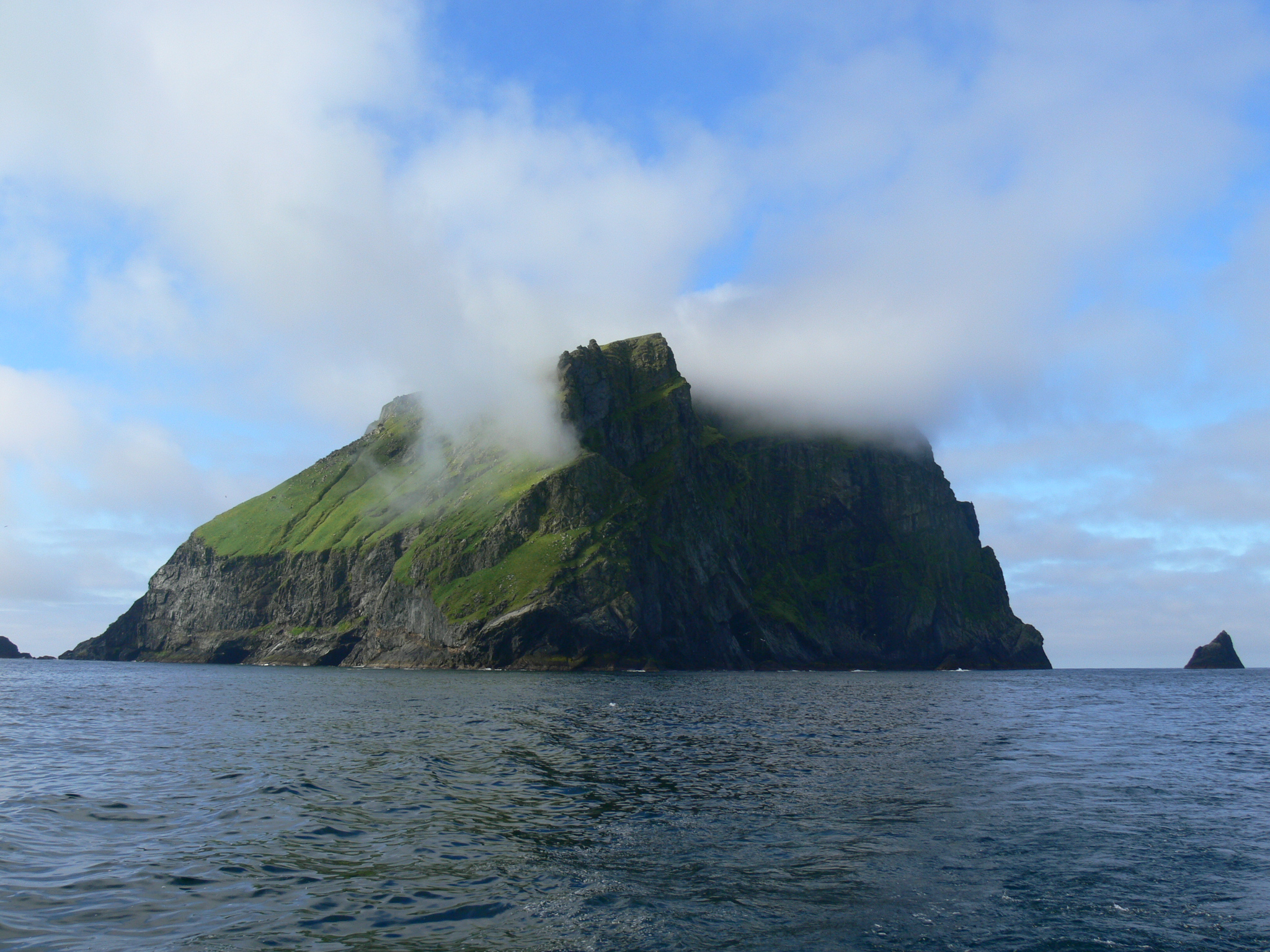
Insel der St.-Kilda-Inselgruppe
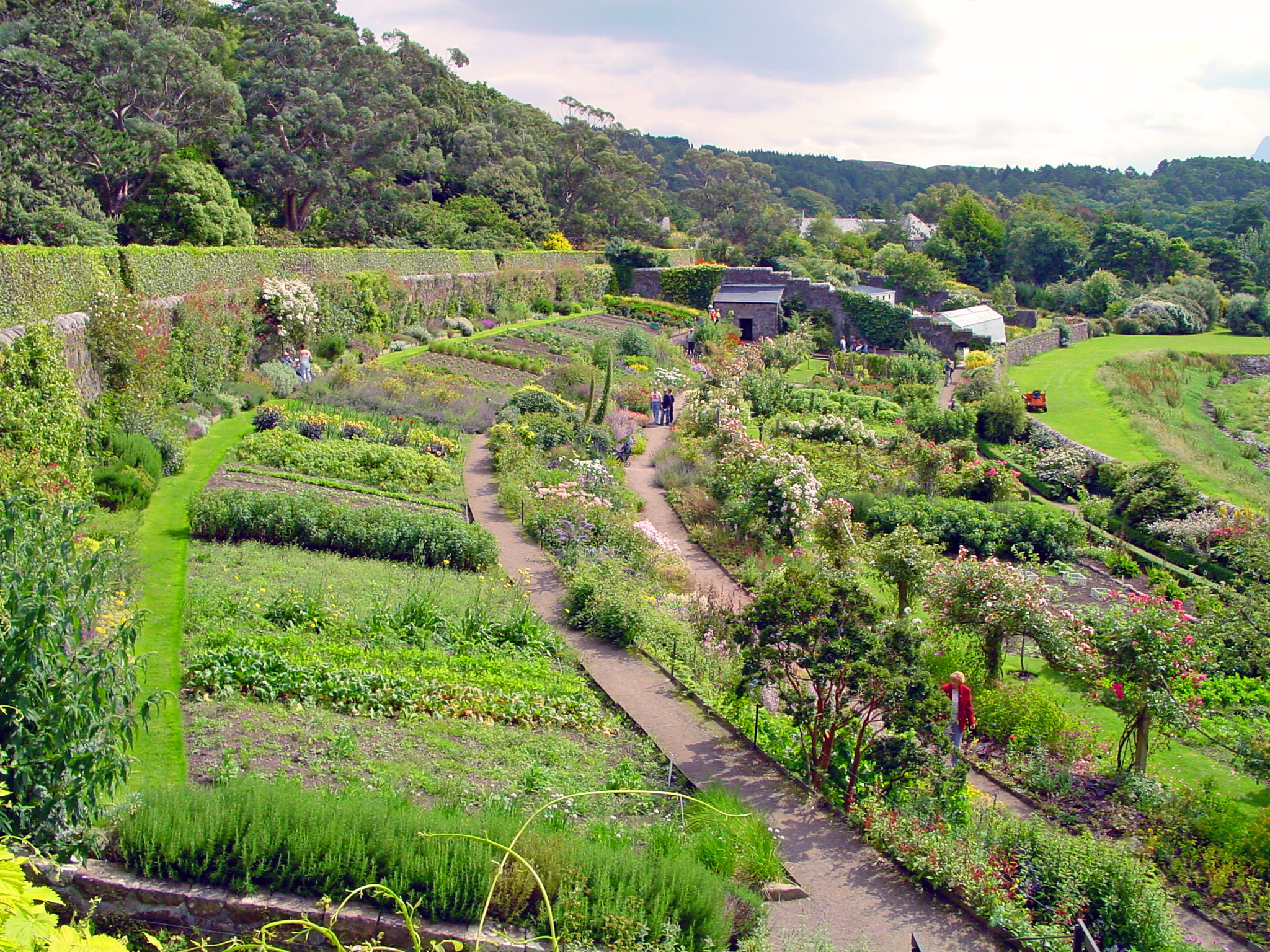
Inverewe Garden in Poolewe
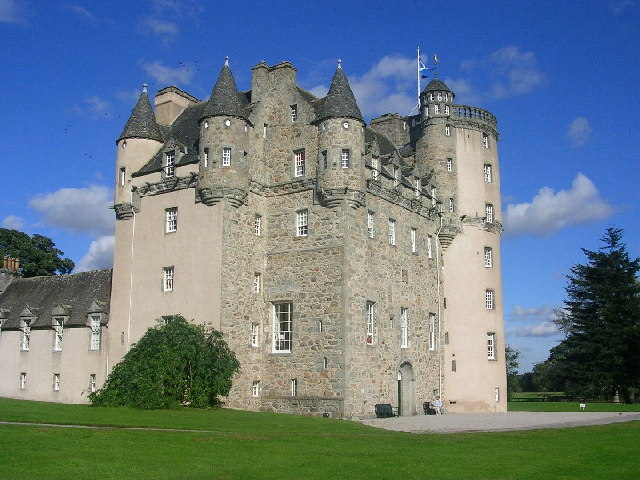
Castle Fraser
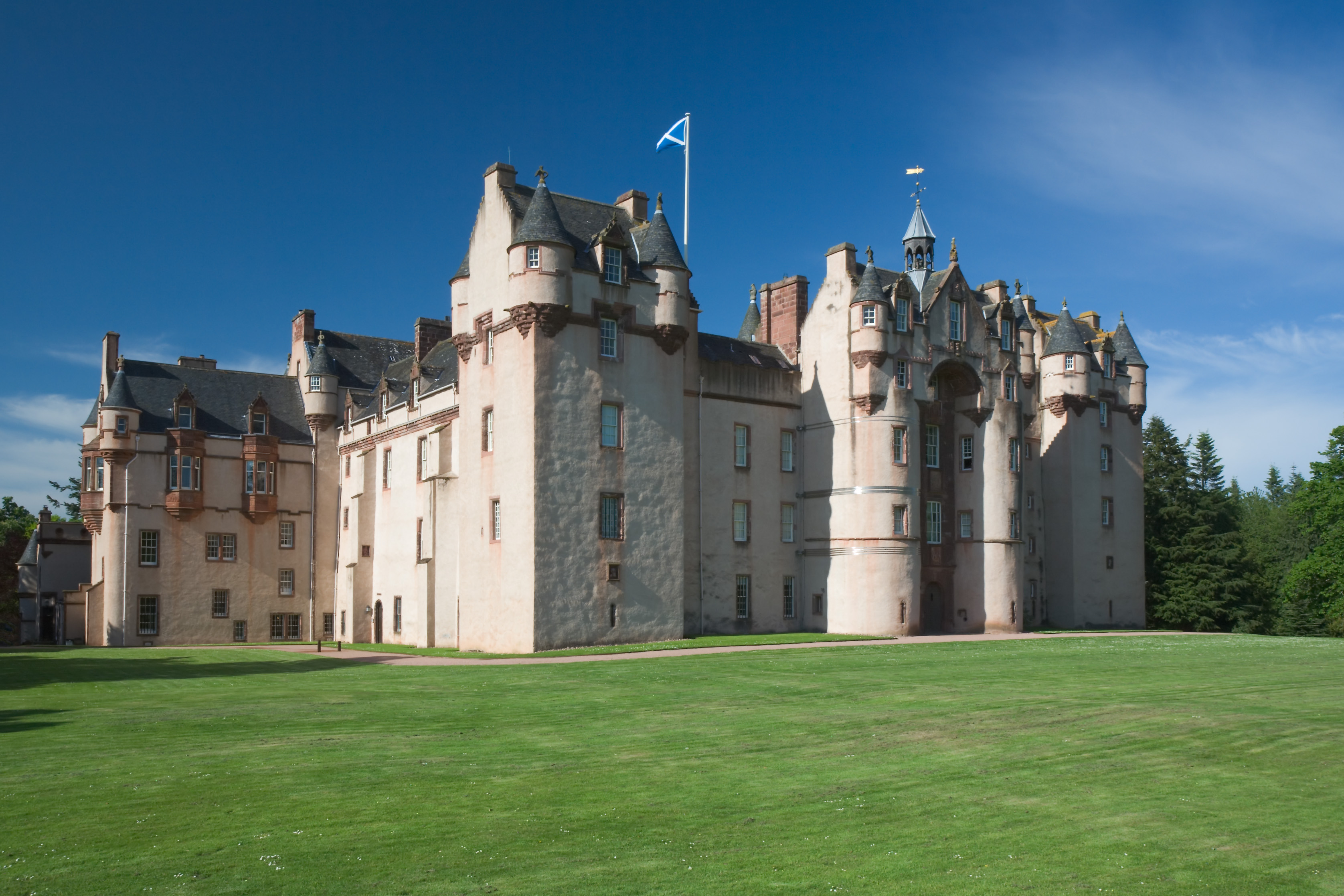
Fyvie Castle
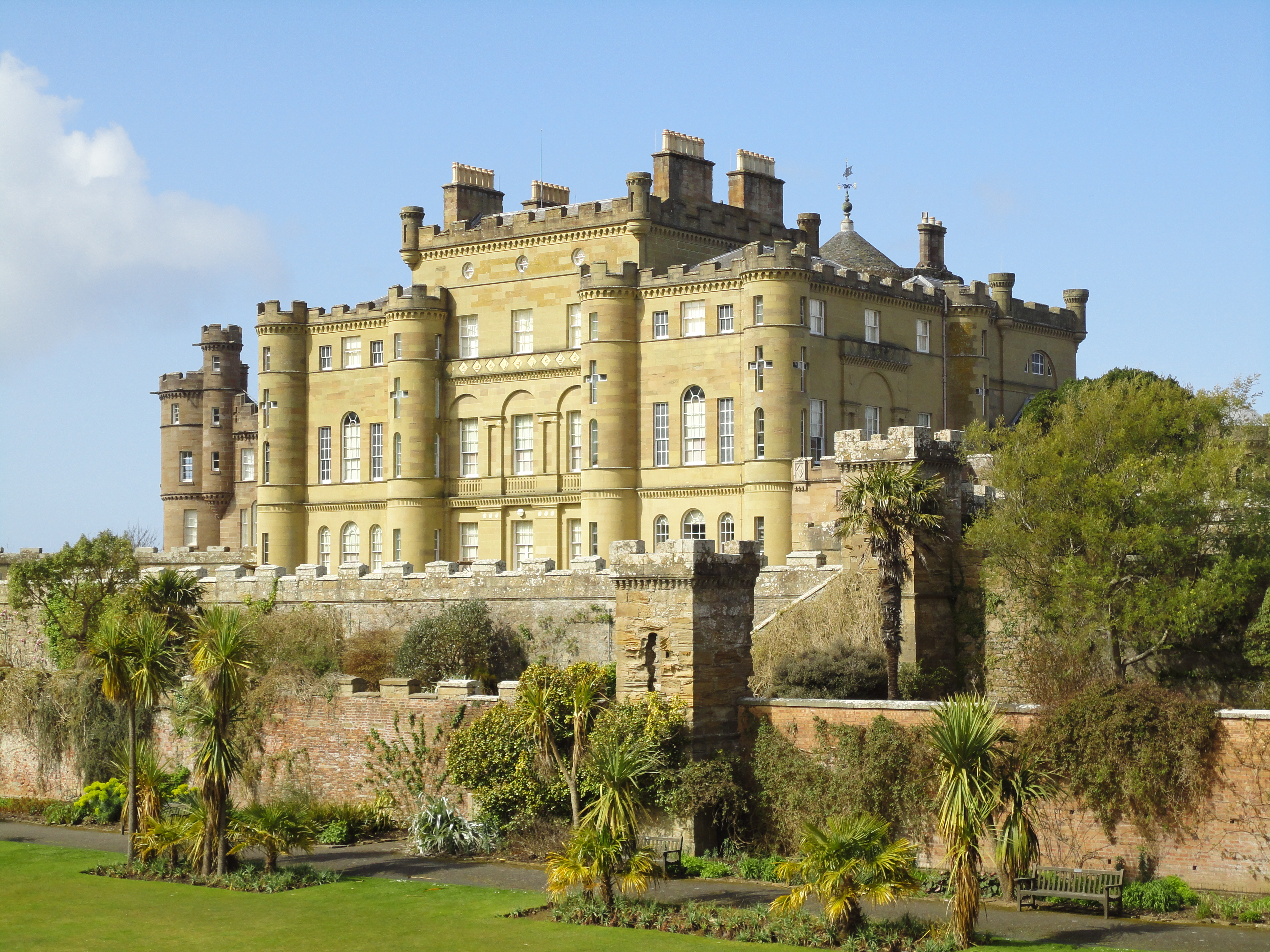
Culzean Castle bei Maybole

## Mitgliedschaft
2019 hatte der National Trust for Scotland 365.000 Mitglieder. Er ist damit die mitgliederstärkste Vereinigung Schottlands. Eine Jahresmitgliedschaft kostet für einen Erwachsenen 53 Pfund, für junge Menschen bis zu 25 Jahren, Senioren und Familien gibt es spezielle Mitgliedschaften. Mitglieder des NTS erhalten freien Eintritt zu allen Liegenschaften der Stiftung sowie zu den Objekten des National Trusts in England, Wales und Nordirland. Darüber hinaus gibt es dreimal im Jahr die Mitgliederzeitschrift Scotland in Trust.